# ワイオミング (原子力潜水艦)
|          |                                                                 |
| 艦歴     |                                                                 |
| 発注     | 1989年10月18日                                                  |
| 起工     | 1991年8月8日                                                    |
| 進水     | 1995年7月15日                                                   |
| 就役     | 1996年7月13日                                                   |
| その後   | 就役中                                                          |
| 母港     | ジョージア州キングズベイ海軍潜水艦基地                          |
| 性能諸元 |                                                                 |
| 排水量   | 水上：16,765 トン 水中：18,750 トン                             |
| 全長     | 170.69 m (560 ft)                                               |
| 全幅     | 12.8 m (42 ft)                                                  |
| 喫水     | 11.5 m (38 ft)                                                  |
| 最大速   | 20ノット以上 (37+ km/h)                                         |
| 潜行深度 |                                                                 |
| 機関     | S8G reactor 1基                                                 |
| 乗員     | 士官13名、兵員140名                                             |
| 兵装     | 21インチ魚雷発射管4門 Mk-48魚雷 トライデント II弾道ミサイル24発 |
| モットー | Cedant Arma Toga                                                |
|          |                                                                 |

ワイオミング(USS Wyoming, SSBN-742)は、アメリカ海軍のオハイオ級原子力潜水艦の17番艦。艦名はワイオミング州に因んで命名された。その名を持つ艦としては4隻目であるが、下関戦争に参戦した初代ワイオミング号はペンシルベニア州ワイオミング・バレーに由来する。ワイオミング州に因んだ艦としてはワイオミング級戦艦1番艦(BB-32)以来3隻目。

## 艦歴
ワイオミングの建造は1989年10月18日にコネチカット州グロトンのジェネラル・ダイナミクス・エレクトリック・ボート社に発注され、1991年8月8日に起工した。1995年7月15日にモニカ・B・オーエンス夫人によって命名、進水し、1996年7月13日にブルー班のランドール・D・プレストン艦長およびゴールド班のセス・F・パラダイス艦長の指揮下就役した。
1996年7月26日、ワイオミングはキングズベイ海軍潜水艦基地に到着し、同地を母港とする9番目の艦となった。
2010年代に入り、女性乗組員が勤務が認められるようになったが、2014年、男性乗組員が女性乗組員のシャワー室を盗撮する問題を起こしている